# History Workshop Journal
History Workshop Journal est une revue d'histoire à comité de lecture britannique publiée par les Oxford University Press. La revue est fondée en 1976 par Raphael Samuel et d'autres personnes impliquées dans le mouvement History Workshop. Sous-titrée à l'origine A Journal of Socialist Historians, puis A Journal of Socialist and Feminist Historians , la revue a abandonné tout sous-titre en 1994.

## Description
La revue publie une grande variété d'articles sur des sujets littéraires, économiques, d'histoire locale et d'analyses géopolitiques,.

## Objectifs
L'objectif principal du mouvement History Workshop est de promouvoir la tradition historiographique dans une perspective marxiste, connue sous le nom d'histoire d'en bas, d'histoire sociale, d'histoire de la vie quotidienne ou simplement d'histoire des gens,.

## Le site internet de la revue
Un site internet associé, History Workshop Online, a été lancé par le collectif éditorial du History Workshop Journal en 2011. Ce site publie des articles plus courts et plus contemporains que ceux publiés dans History Workshop Journal, ainsi que des éditoriaux, des débats, des actualités et des événements, ainsi qu'une série d'articles sur des événements ou des thèmes de l'histoire radicale. En octobre 2012, History Workshop Online, en collaboration avec le Bishopsgate Institute, a lancé une archive en ligne de documents du History Workshop Movement, qui comprend des informations générales sur chaque History Workshop et les événements associés des années 1960 aux années 1990. Le matériel disponible sur les archives de l'Atelier d'histoire comprend également des scans d'images, des billets et des brochures et des enregistrements audio des History Workshops.